# The Bellrays
The BellRays (auch Bellrays) sind eine US-amerikanische Rockband aus dem kalifornischen Riverside.

## Geschichte
1990 von Sängerin Lisa Kekaula und ihrem späteren Ehemann Bob Vennum gegründet orientierten sie sich einerseits an Detroit-Rock-Bands wie The Stooges oder MC5 und an klassischen Soul-Bands andererseits. Hauptsongschreiber der Band ist Gitarrist Vennum. Ihr Debüt war das 1991 erschienene und live aufgenommene „Let It Blast“, gefolgt von ihrem zweiten Album „Grand Fury 1992“. Eine Zusammenstellung beider Alben erschien auf dem Label Poptones von Creation-Records-Gründer Alan McGhee. Mit wechselnden Schlagzeugern ist die Gruppe bis heute aktiv und hat insgesamt sechs Alben veröffentlicht. Lisa Kekaula war mit den wiederauferstandenen MC5 als Sängerin auf Tournee. 2004 war ein Lied der Band auf dem Soundtrack des Computerspiels Driv3r vertreten.

## Diskografie

### Alben
- 1999: Let It Blast (Vital Gesture)
- 2001: Grand Fury (Vital Gesture)
- 2002: In the Light of the Sun (In Music We Trust)
- 2002: Meet the Bellrays (Poptones)
- 2003: The Red, White & Black (Vital Gesture)
- 2006: Have a Little Faith (Cheap Lullaby)
- 2008: Hard Sweet and Sticky (Vicious Circle)
- 2010: Black Lightning (Fargo)